# غوردون براون (لاعب كرة قدم بريطاني)
غوردون براون (بالإنجليزية: Gordon Brown)‏ (7 ديسمبر 1965 في المملكة المتحدة - ) هو لاعب كرة قدم بريطاني في مركز قلب الدفاع. لعب مع نادي روذرهام يونايتد.